# 丹羽英二建築事務所
株式会社丹羽英二建築事務所（にわえいじけんちくじむしょ）は、愛知県名古屋市に本社を置く組織系建築設計事務所。1930年（昭和5年）1月創立。1969年（昭和44年）12月設立。創設者は丹羽英二。出身者には市川三千男などがいる。

## 歴史
丹羽英二は1897年（明治30年）に名古屋市に生まれた。愛知県明倫中学校（現在の愛知県立明和高等学校）を卒業し、武田五一が校長を務める名古屋高等工業学校（現在の名古屋工業大学）建築科では鈴木禎次教授らに師事した。名古屋高等工業学校時代の同級生には、後に日本建築家協会会長を務める松田軍平がいた。
1919年（大正8年）に名古屋高等工業学校を卒業すると、静岡県技手や名古屋市技手を務めた後、志水建築業務店で設計に携わった。1930年（昭和5年）、名古屋市熱田区に丹羽建築設計監督事務所を開設した。戦前の丹羽建築設計監督事務所は、一宮市役所、大浜町役場、守山町役場、湯之島館、大門百貨店、料亭加茂免、大同病院、陶生病院などを設計した。戦前の丹羽英二は名古屋高等工業学校の講師などを務めた。1940年（昭和15年）には中国に上海出張所を開設したが、太平洋戦争の終結とともに上海出張所は閉鎖している。
戦後の丹羽英二は日本建築家協会東海支部長や名城大学の講師などを務め、1969年（昭和44年）には東京事務所を開設した。1980年（昭和55年）には丹羽英二が82歳で死去した。

## 受賞
- 中部建築賞
- 日本建築学会賞
- 名古屋都市景観賞
- 建築士事務所全国大会大会会長賞
- 愛知県快適空間賞
- 愛知県人にやさしい街づくり賞

## 主な作品

### 戦前
- 一宮市役所（愛知県一宮市）[1] - 1930年（昭和5年）竣工。鉄筋コンクリート造。
- 下呂温泉 湯之島館（岐阜県下呂市）[1] - 1931年（昭和6年）竣工。独立後第1作。登録有形文化財。
- 大門百貨店（三重県津市）[1] - 1936年（昭和11年）竣工。鉄筋コンクリート造。
- 料亭加茂免（名古屋市）[1] - 名古屋大空襲で焼失。
- 大同病院（名古屋市）[1]
- 陶生病院（瀬戸市）[1]
- 川原田家住宅（名古屋市）[2] - 1937年（昭和12年）竣工。登録有形文化財。

### 戦後
- 愛知県自治センター[3]
- 名古屋市北区総合庁舎[3]
- 名古屋市中土木事務所[3]
- 東京都下水道局南部第一管理事務所庁舎[3]
- 東京消防庁志村消防署高島平出張所[3]
- 国土交通省統合道路管理情報センター[3]
- 碧海信用金庫本店[4]
- 瀬戸信用金庫名古屋支店[4]
- JAあいち中央新安城支店[4]
- 愛知県立尾張病院[5]
- 愛知学院大学歯学部付属病院[5]
- 国立病院機構盛岡病院[5]
- 土岐市立総合病院[5]
- 愛知学院大学[6]
- 金城学院大学[6]
- 愛知産業大学[6]
- 愛知県立看護大学[6]
- 愛知県立旭丘高等学校[6]
- 名古屋市鶴舞中央図書館[7]
- 名古屋市守山文化小劇場[7]
- 東山動物園コアラ舎[7]
- 長久手市中央図書館[7]
- 刈谷市富士松図書館[7]
- スカイワードあさひ[7]
- 瀬戸市デジタルリサーチパークセンター[7]
- みよし市図書館学習交流プラザ
- 平和公園アクアタワー[8]